# Palácio da Polícia (Niterói)
Palácio da Polícia é o edifício da antiga sede da Chefatura da Polícia Civil do Estado do Rio de Janeiro, situada na Avenida Amaral Peixoto, Centro de Niterói, e compõem o conjunto arquitetônico da Praça da República.
O projeto de construção foi simultâneo à praça e dos demais prédios foi idealizado em 1913, com o objetivo de ali se fazer o grande centro cívico de Niterói, antiga capital do Estado do Rio de Janeiro, e inaugurado em 1918, abrigando a Chefatura de Polícia. O conjunto da praça foi tombado pelo INEPAC em 1983.
Atualmente o prédio abriga a 76ª Delegacia de Polícia, a Delegacia de Atendimento à Mulher (DEAM) e a Delegacia de Proteção à Criança e ao Adolescente (DPCA). O edifício é vizinho do novo fórum de Niterói e do centro administrativo da Prefeitura Municipal de Niterói.

## Galeria

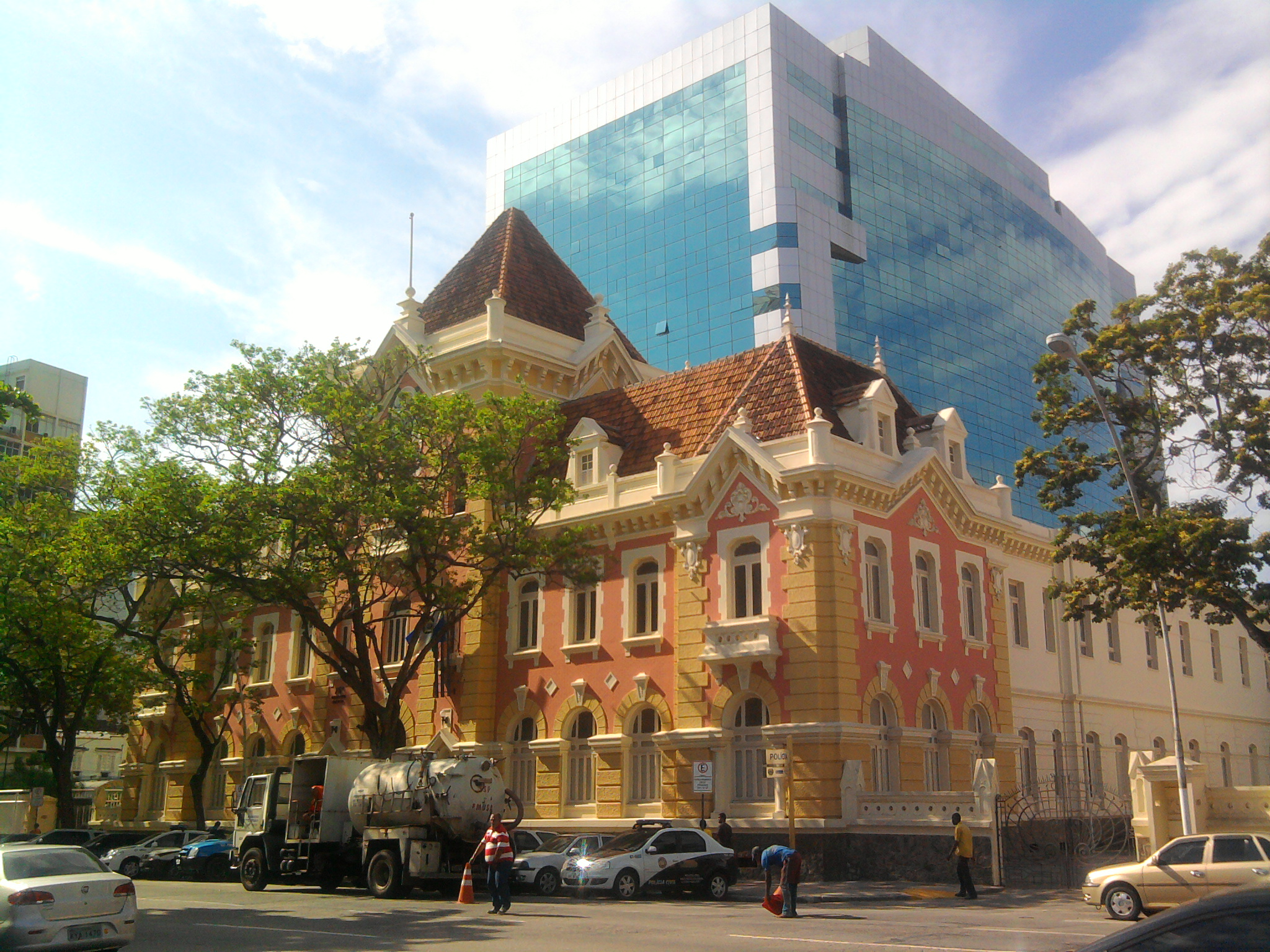
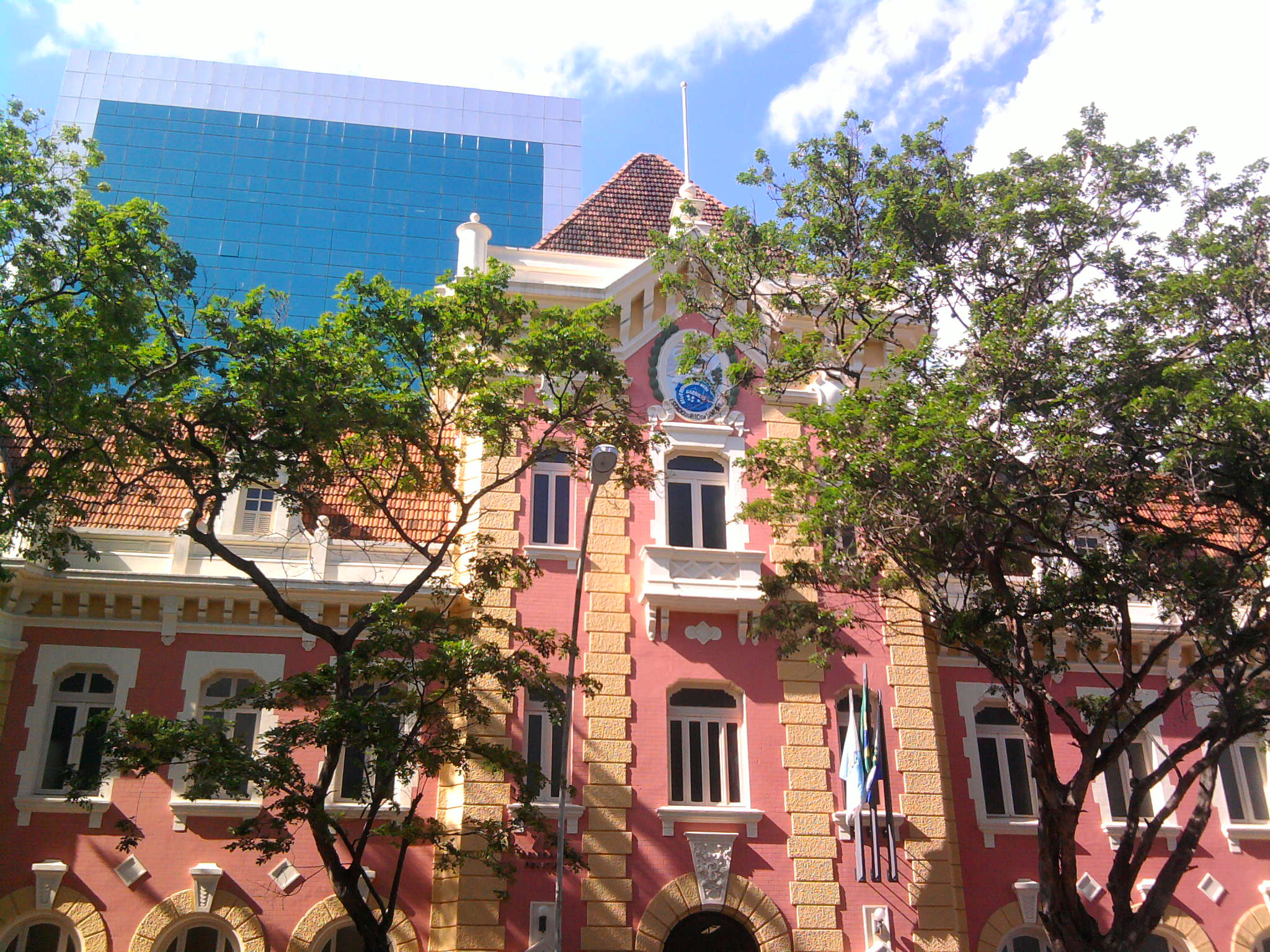